# Marasuchus
Marasuchus — рід базальних динозавроподібних архозаврів, який, можливо, є синонімом Lagosuchus. Обидва роди мешкали в пізньому тріасі на території сучасної провінції Ла-Ріоха, Аргентина. Marasuchus містить один вид Marasuchus lilloensis.
Marasuchus lilloensis був спочатку позначений як Lagosuchus lilloensis у 1972 році. Його вважали новим видом Lagosuchus, архозавра, описаного за рік до цього. Однак у дослідженні 1994 року було стверджено, що вихідний матеріал Lagosuchus був недіагностичним. Це означатиме, що Lagosuchus та його вихідний вид (Lagosuchus talampayaensis) можна вважати nomen dubia. Зразки Lagosuchus, що зберігаються в музеї в Сан-Мігель-де-Тукуман, вважалися більш діагностичними, ніж зразки L. talampayensis, і тому їм було присвоєно новий рід: Marasuchus. У дослідженні 2019 року було переописано оригінальний матеріал Lagosuchus і зроблено висновок, що він дійсний і його важко відрізнити від Marasuchus lilloensis. Це свідчить про те, що Marasuchus lilloensis є молодшим синонімом Lagosuchus talampayensis.
Зразки, віднесені до роду Marasuchus, мали деякі, але не всі адаптації, які традиційно характерні для динозаврів. Наприклад, його пропорції вказують на те, що він, ймовірно, був двоногим, як у ранніх динозаврів. Крім того, у нього були спільні певні специфічні характеристики з цією групою, більшість з яких стосувалися стегна та головки стегнової кістки. Тим не менш, він не мав певних ознак динозавра, таких як перфорована кульшова западина, і мав кілька плезіоморфних («примітивних») ознак щиколотки.

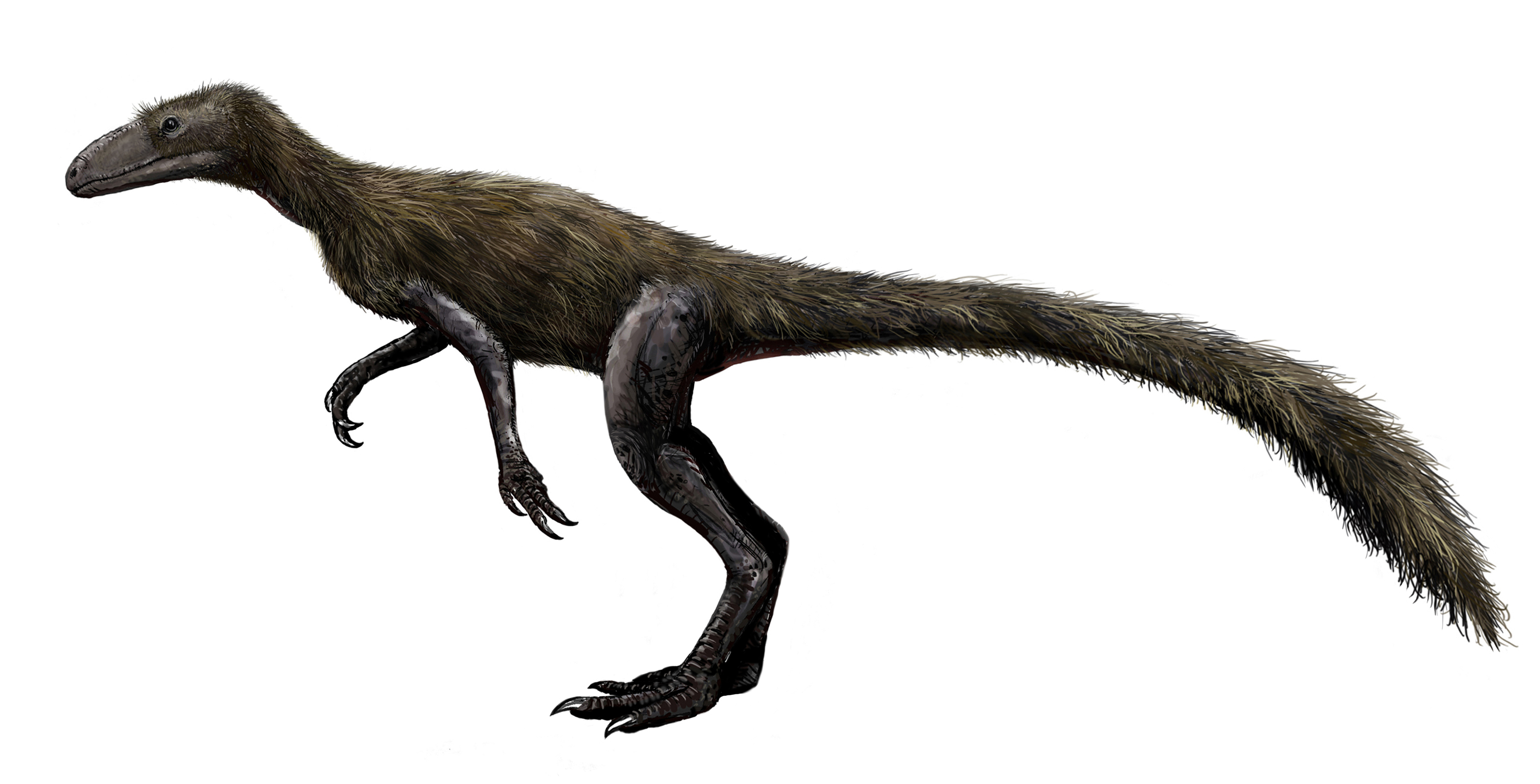
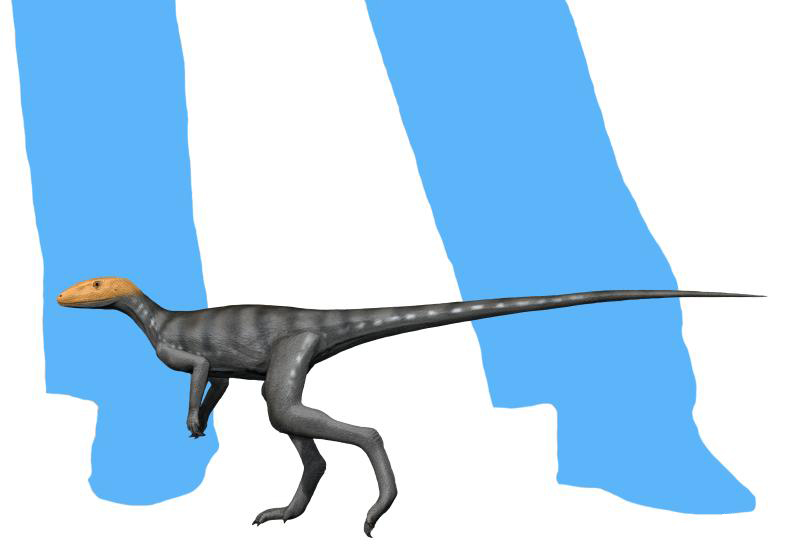